# Sonic the Hedgehog 2 (gra komputerowa 16-bit)
Sonic the Hedgehog 2 – druga gra z serii Sonic the Hedgehog wydana na konsolę Sega Mega Drive, będąca sequelem do gry Sonic the Hedgehog. Sequel wprowadza nową postać, Tailsa – pomarańczowego lisa z dwoma ogonami, dzięki którymi może latać jak helikopter. W grze występuje także tryb dla dwóch graczy i po raz pierwszy w serii pojawiają się elementy 3D (plansza bonusowa) oraz postać Super Sonica, którą można uzyskać po zebraniu siedmiu Szmaragdów Chaosu. W wersji na iOS, Android i Windows Phone można grać zarówno Soniciem, jak i Tailsem. Historia odbywa się po pokonaniu Dr. Robotnika. Sonic i Tails muszą przejść strefy:
- Emerald Hill Zone
- Chemical Plant Zone
- Aquatic Ruin Zone
- Casino Night Zone
- Hill Top Zone
- Oil Ocean Zone
- Metropolis Zone
- Sky Chase Zone
- Wing Fortress Zone

by pokonać Dr. Robotnika w strefie Death Egg Zone i odzyskać Szmaragdy. Jest także ukryty poziom Hidden Palace Zone, który nie jest dostępny w oryginalnej grze.

## Wczesne wersje gry
- W jednej z wersji beta gry Sonic 2 znajdują się trzy strefy, których nie ma w finalnej wersji – Hidden Palace Zone i Wood Zone. Oprócz tego w grze miała się znajdować strefa o nazwie Genocide City Zone.
- Plansza Death Egg Zone miała się składać z dwóch aktów.